# Rat koji će okončati sve ratove
»Rat koji će okončati sve ratove« ili »Rat za kraj svih ratova« (eng. The war to end all wars; izvorno iz knjige The War That Will End War iz 1914. H. G. Wellsa) jedan je izraz za Prvi svjetski rat koji se vodio od 1914. do 1918. Izvorno idealistički slogan, danas se uglavnom koristi sardonično, budući da Prvi svjetski rat nije bio posljednji rat u povijesti, već su njegove posljedice također neizravno pridonijele izbijanju još razornijeg Drugog svjetskog rata.

## Podrijetlo izraza
U kolovozu 1914., neposredno nakon izbijanja rata, engleski pisac i društveni komentator H. G. Wells objavio je niz članaka u londonskim novinama, koji su kasnije objavljeni u obliku knjige pod naslovom Rat koji će okončati rat. Krivio je Centralne sile za početak rata i tvrdio da samo poraz njemačkog militarizma može zaustaviti rat. Koristio je kraći oblik, »rat za kraj rata«, za Četvrtu godinu (1918.) u kojoj je primijetio da je izraz ušao u optjecaj u drugoj polovici 1914. Postao je jedan od najčešćih nadimaka Prvog svjetskog rata.